# ويكيبيديا الكازاخية
ويكيبيديا الكازاخية (الكازاخية:Qazaqsha Ýıkıpedııa ،Қазақша Уикипедия) هي النسخة الكازاخية من موسوعة ويكيبيديا، تاريخ إطلاقها كان في 2002، وفي 29 أغسطس 2011 أصبح لديها أكثر من 79,000 مقالة.

## العلاقة بين ويكيبيديا وحكومة كازاخستان
طُرحت أسئلة حول قرب ويكيبيديا من الحكومة الكازاخستانية، بالنظر إلى أن الحكومة الكازاخستانية تعرضت لانتقادات على نطاق واسع بسبب قمعها لحرية التعبير. وخضعت صداقة جيمي ويلز مؤسس ويكيبيديا المشارك مع رئيس الوزراء البريطاني السابق توني بلير، الذي يقدم المشورة للحكومة الكازاخستانية، أيضًا للتدقيق، وكذلك حيادية محتوى ويكيبيديا الكازاخستانية، والذي الكثير منه نسخة طبق الأصل من الموسوعة الوطنية التي تنشرها الدولة.

## الإحصائيات
| بلد التعديلات فبراير - مارس 2013 المصدر | بلد التعديلات فبراير - مارس 2013 المصدر | بلد التعديلات فبراير - مارس 2013 المصدر | بلد التعديلات فبراير - مارس 2013 المصدر | بلد التعديلات فبراير - مارس 2013 المصدر |
| --------------------------------------- | --------------------------------------- | --------------------------------------- | --------------------------------------- | --------------------------------------- |
|                                         |                                         |                                         |                                         |                                         |
| كازاخستان                               | كازاخستان                               |                                         | 94.7%                                   | 94.7%                                   |
| آخر                                     | آخر                                     |                                         | 5.3%                                    | 5.3%                                    |

اعتبارًا من مايو 2025، كان لدى ويكيبيديا الكازاخستانية حوالي 239٬000 مقالة. تأتي الغالبية العظمى من قرائها من كازاخستان.
اعتبارًا من أبريل 2013، تمثل عدد مقالات ويكيبيديا الكازاخستانية ما يقرب من 14٪ من جميع المقالات المكتوبة بلغات التركية، مما يجعلها ثاني أكبر طبعة أتراكية بعد التركية، والتي تمثل 28٪ من جميع المقالات التركية.
| عدد المستخدمين المسجلين | عدد المستخدمين النشيطين | عدد المقالات | صفحات المحتوى | عدد التعديلات | عدد الملفات المرفوعة | عدد الإداريين |
| ----------------------- | ----------------------- | ------------ | ------------- | ------------- | -------------------- | ------------- |
| 165٬814                 | 261                     | 239٬231      | 648٬717       | 3٬469٬535     | 8٬398                | 14            |

## مجموعة مستخدمين معترف بها
- مجتمع ويكيميديا الكازاخية 27 مارس 2020

## التسلسل الزمني
- 2007 - 1000 مقالة
- مارس 2008 - 2000 مقالة.
- مارس 2009 - 3000 مقالة.
- يناير 2010 - 6000 مقالة.
- 17 يناير  2010 - 7000 مقالة.
- 10 مارس 2011 - 8000 مقالة.
- 5 أبريل 2011 - 9000 مقالة.
- 8 أبريل 2011 - 16,000 مقالة.
- 16 أبريل 2011 - 20,000 مقالة.
- 15 يونيو 2011 - 25,000 مقالة.
- 18 يونيو 2011 - 30,000 مقالة.
- 22 يونيو 2011 - 35,000 مقالة.
- 29 يونيو 2011 - 40,000 مقالة.
- 3 يوليو 2011 - 45,000 مقالة.
- 9 يوليو 2011 - 50,000 مقالة.
- كانت ويكيبيديا الكازاخية بين أكبر 50 يكيبيديا، متجاوزة ويكيبيديا التاجالوجية - 12 يوليو 2011.
- 13 يوليو 2011 - 000 55 مقالة.
- 20 يوليو 2011 - 60,000 مقالة.
- 26 يوليو 2011 - 65,000 مقالة.
- 14 أغسطس 2011 - 70,000 مقالة.
- 23 أغسطس 2011 - 75,000 مقالة.
- 25 سبتمبر 2011- 500,000 الطفيفة.
- 11 أكتوبر 2011 - 80,000 مقالة.
- ويكيبيديا الكازاخية بين أكبر 40 يكيبيديا، متجاوزة ويكيبيديا اللغة الإستونية - 19 أكتوبر 2011.
- 22 أكتوبر 2011 - 90,000 مقالة.
- 26 أكتوبر 2011 - 100,000 مقالة.[10]
- 28 نوفمبر2011 - 110,000 مقالة.

## معرض صور

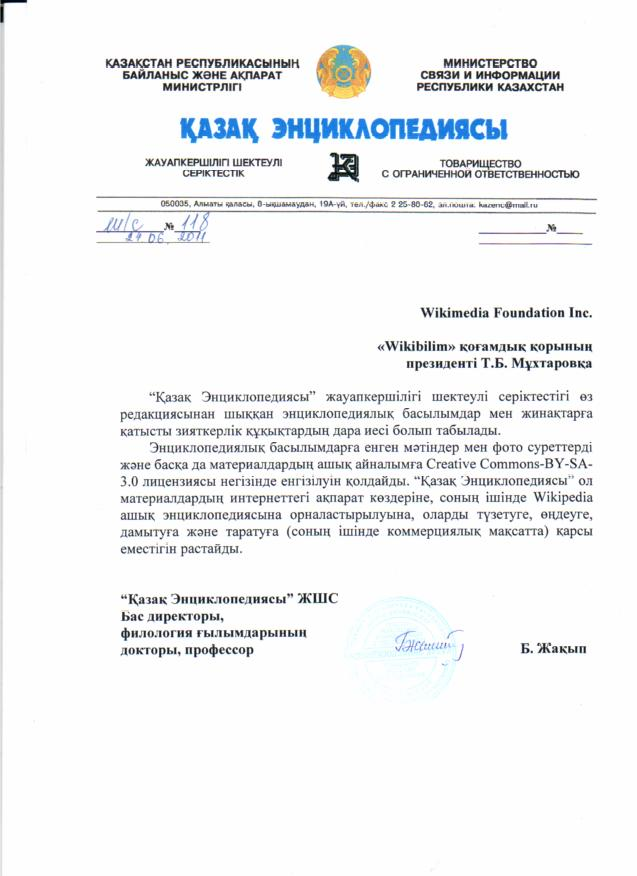
رسالة ويكيبيديا الكازاخستانية التي تنص على إصدار موادها بموجب ترخيص CC BY-SA.
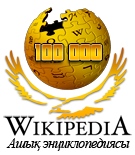
شعار ويكيبيديا الكازاخية بمناسبة 100 ألف. (خريف 2011)
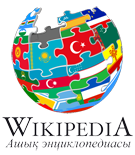
شعار ويكيبيديا الكازاخستانية في وقت مؤتمر ويكيميديا التركية. (أبريل 2012)
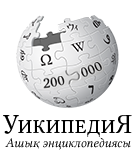
شعار ويكيبيديا الكازاخية بمناسبة 200 ألف. (نوفمبر 2012)